# Либавский учебный отряд

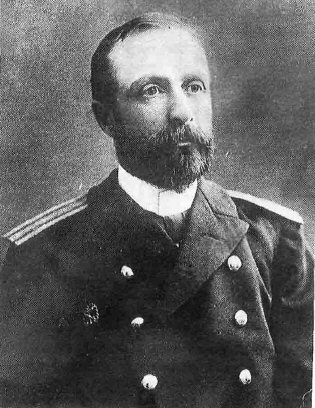
Создатель Либавского учебного отряда подводного плавания контр-адмирал Э. Н. Щенснович.

«Либа́вский уче́бный отря́д подво́дного пла́вания», в советское время «Уче́бный Краснознамённый отря́д подво́дного пла́вания и́мени С. М. Ки́рова» (УКОПП) — российское военное учебное заведение, основанное 27 марта (9 апреля) 1906 года в городе Либава, Курляндской губернии Российской империи, готовящее в офицерском классе командиров подводных лодок, а также специалистов младшего командного и рядового составов в школе рядовых для подводного флота России. В отряде также разрабатывались основы тактики подводных лодок и методы использования их оружия.
С началом Первой мировой войны (1914—1918) одна часть отряда была переведена в Санкт-Петербург, а другая часть вместе с подводными лодками — в Ревель. В 1918 году учебный отряд окончательно и полностью переехал в Петроград.
Первым командиром Либавского учебного отряда подводного плавания был контр-адмирал Эдуард Николаевич Щенснович.
13 января 1935 года отряду было присвоено имя Сергея Мироновича Кирова.
10 июля 1939 года «в ознаменование двадцатой годовщины Учебного отряда подводного плавания имени С. М. Кирова, за боевые заслуги в годы гражданской войны, успехи в подготовке командных кадров Рабоче-Крестьянского Военно-Морского Флота Учебный отряд подводного плавания имени С. М. Кирова» был награждён орденом Красного Знамени.

## История
Учреждён 27 марта (9 апреля) 1906 года указом царя Николая II № 27614 в составе Либавской военно-морской базы Балтийского флота Российской империи.
В отряд принимали офицеров-подводников и новобранцев-матросов, обладавших хорошим здоровьем и знаниями ремесел.
За 1907—1909 годы Либавский учебный отряд подводного плавания подготовил 103 офицера и 525 специалистов-подводников.
До 1914 года все вновь построенные подводные лодки вначале поступали в Либавский учебный отряд, который доукомплектовывал и отрабатывал экипажи по полной программе, после чего подготовленные для плавания и выполнения своих задач специалисты по прямому назначению направлялись в состав Балтийского и Черноморского флотов.
В августе 1914 года Либавский Учебный Отряд, в связи с началом Первой мировой войны, был переведён в Ревель, а в апреле 1915 года — в Петроград.
В 1918—1919 годах начальником Учебного отряда подводного плавания Балтийского флота являлся подводник А. Н. Гарсоев.
С 1939 года в состав Учебного отряда вошли Специальные курсы командного состава и дивизион подводных лодок. 
В годы Великой Отечественной войны (1941—1945) на всех советских подводных лодках служили выпускники учебного отряда. 
В 1946 году основан музей.
В декабре 1994 года в состав отряда вошла 114-я школа мичманов и прапорщиков ВМФ РФ.

## Известные выпускники
- Фёдор Григорьевич Вершинин. Сайт «Герои страны».
- Магомет Имадутдинович Гаджиев. Сайт «Герои страны».
- Михаил Васильевич Грешилов. Сайт «Герои страны».
- Ярослав Константинович Иосселиани. Сайт «Герои страны».
- Иван Александрович Колышкин. Сайт «Герои страны».
- Арчибальд фон Кейзерлинг
- Александр Иванович Маринеско (Специальные курсы командного состава; год выпуска — 1938)[6]
- Осипов Е. Я.
- Владимир Спиридонович Путин (отец В. В. Путина; год выпуска — 1937)[1]
- Иван Васильевич Травкин. Сайт «Герои страны».
- Григорий Иванович Щедрин. Сайт «Герои страны».